# Umberto Borla
Umberto Borla (Nole, 28 aprile 1904 – 1995) è stato un generale e partigiano italiano, veterano della seconda guerra mondiale, dove venne decorato con una Medaglia d'argento, una di bronzo al valor militare, e due Croci al merito di guerra.
Elevato al rango di generale di corpo d'armata nel dicembre 1961, fu Segretario generale dell'Esercito (1962-1964), e comandante della 3ª Armata (1964- 1967)

## Biografia
Nacque a Nole (provincia di Torino) il 28 aprile 1904. Nel settembre 1925 fu ammesso a frequentare la Scuola Allievi Ufficiali di Complemento presso il Corpo d'armata di Torino. Caporale il 15 dicembre dello stesso anno, fu promosso sergente il 15 marzo 1926, venendo assegnato in forza al 27º Reggimento artiglieria da campagna di Milano. Nel giugno di quell'anno fu nominato sottotenente di complemento in forza all'arma di artiglieria, assegnato in forza a una batteria di obici da 100/17 del 13º Reggimento artiglieria da campagna di Roma. Posto in congedo il 30 settembre, nel novembre successivo iniziò a frequentare i corsi di reclutamento per ufficiali in s,p.e. (servizio permanente effettivo) della Regia Accademia Militare di Artiglieria e Genio di Torino. Nel giugno 1928 fu ammesso ai corsi della Scuola di applicazione di artiglieria, venendo promosso tenente di complemento nell'ottobre 1929, ed entrando in servizio permanente effettivo nell'agosto 1930, assegnato in servizio, come vicecomandante di una batteria da 75/27, presso il 27º Reggimento artiglieria da campagna di Milano. Nel novembre 1933 è trasferito presso la Scuola di applicazione di Artiglieria, dove assume l'incarico di insegnante aggiunto del materiale di artiglieria e comandante della Sezione Allievi.
Nel novembre 1936 inizia a frequentare i corsi della Scuola di guerra di Torino, venendo promosso capitano nell'agosto 1937, e al termine del corso entra in servizio presso lo Stato maggiore del Corpo d'armata di Milano. Con lo scoppio della seconda guerra mondiale, nel settembre 1939, è trasferito a Limone Piemonte presso lo Stato maggiore del III Corpo d'armata, ma già in ottobre entra in forza allo Stato maggiore del IV Corpo d'armata suddiviso nelle sedi di Pinerolo e Pragelato.

### Seconda guerra mondiale
Dopo l'entrata in guerra del Regno d'Italia, avvenuta il 10 giugno 1940, prende parte alle operazioni sul fronte francese, al termine delle quali si sposa a Roma con la signorina Maria Biamonti. Segue il Comando del IV Corpo d'armata dapprima a Lecco e poi a Bolzano, e con l'inizio delle ostilità con la Grecia, nel mese di dicembre parte per l'Albania in qualità di Addetto all'Ufficio Servizi.  Il 27 aprile 1941 assume il comando di un gruppo del 131º Reggimento artiglieria della Divisione corazzata "Centauro". Al rientro in Italia della Grande Unità nel mese di giugno, seguì il suo reggimento a Spilimbergo, ed il 1 dicembre è trasferito alla 155ª Divisione fanteria "Emilia" di stanza ad Ancona in qualità di Capo Sezione Operazione e Servizi, operando successivamente con essa in Jugoslavia. Nell'aprile 1942 ritorna a Roma come ufficiale addetto all'Ufficio servizi dello Stato maggiore del Regio Esercito (SMRE), e nel mese di maggio diviene addetto all'Ufficio Operazioni del Comando Supremo. Tenente colonnello dal mese di giugno, nel mese di agosto viene definitivamente trasferito in servizio di Stato maggiore. La proclamazione dell'armistizio dell'8 settembre 1943 lo coglie a Roma, dove riesce a sottrarsi alla cattura da parte dei tedeschi aderendo al Fronte militare clandestino di Resistenza, e assumendo il comando della Formazione partigiana "Umberto", formata da agenti delle forze armate di Polizia. Nel giugno 1944, dopo la liberazione della Capitale, si presenta ad un comando italiano venendo subito nominato Capo di stato maggiore del Comando delle forze di Polizia di Roma. Nel luglio successivo è trasferito al Corpo Italiano di Liberazione come Capo di stato maggiore della 2ª Brigata, incarico che lascia già nel mese di ottobre, quando viene trasferito allo Stato Maggiore Generale come Delegato militare alla frontiera settentrionale e occidentale della Delegazione presso il Ministero degli esteri.

### Dopoguerra
Il 10 gennaio 1946 è nominato Addetto militare, navale e aeronautico presso l'Ambasciata d'Italia a Stoccolma, in Svezia, e dopo la fine della Monarchia, con l'abdicazione del re Umberto II, passò in servizio presso il neocostituito Esercito Italiano. Nel maggio 1947 assume anche il contemporaneo incarico presso l'Ambasciata d'Italia a Oslo, in Norvegia, e nel gennaio 1949 anche quello presso l'Ambasciata d'Italia a Copenaghen, in Danimarca.
Promosso colonnello il 28 luglio 1950, rientra in Italia nel novembre dello stesso anno per frequentare un corso di aggiornamento presso la Scuola di guerra di Civitavecchia. Il 1 marzo 1951 assume il comando del Reggimento artiglieria a cavallo "Voloire" a Milano, ricoprendolo fino al 2 ottobre 1952, quando assume l'incarico di Capo Ufficio del Capo di stato maggiore dell'Esercito, generale Giuseppe Pizzorno. Lasciato l'incarico nell'ottobre 1954, iniziò a frequentare la sesta sezione del NATO Defence College a Parigi dove rimase fino al febbraio 1955. Rientrato in Patria assunse il comando dell'artiglieria della Divisione fanteria "Folgore" a Treviso, venendo promosso generale di brigata nel luglio di quell'anno. Il 1 settembre 1956 ritorna a Parigi, assegnato al Supreme Headquarters Allied Powers Europe (S.H.A.P.E.) come Vice capo della Divisione Programmi, venendo promosso generale di divisione il 16 aprile 1958.
Rientrato in Italia nel settembre dello stesso anno, il 16 ottobre successivo assume il comando della Divisione fanteria "Mantova" a Udine. Lasciò il comando della Grande Unità il 26 ottobre 1959 viene nominato Sottocapo di stato maggiore operativo presso il comando delle Forze Alleate Sud Europa (F.A.S.E.) a Napoli. Nel dicembre 1961 è elevato al rango di generale di corpo d'armata, posto a disposizione del Ministero della difesa, assumendo l'incarico di Segretario generale dell'esercito nell'aprile 1962.
Il 3 novembre 1964 è nominato comandante della 3ª Armata a Padova venendo posto in posizione ausiliaria il 26 maggio 1967, posto in riserva nell'aprile 1975 e in congedo assoluto nell'aprile 1977.

## Pubblicazioni
- Vittorio Veneto, attualità di una vittoria, Rotary Club, Padova, 1968.

### Annotazioni
1. ↑  Subentrò al tenente colonnello Aleardo Cogni.
2. ↑  Contemporaneamente divenne membro della Commissione d'Avanzamento dei Colonnelli e Generali dell'Esercito.

### Fonti
1. 1 2 3 4 5  Iacopi 1986, p. 470.
2. 1 2 3 4 5 6 7 8 9 10 11 12 13  Iacopi 1986, p. 471.
3. ↑  Avagliano 2014, p. 127.
4. 1 2 3 4 5 6 7 8 9 10 11 12  Iacopi 1986, p. 472.
5. ↑  www.noialpini.it
6. ↑  Tedde, Sanna 2002, p. 18.
7. 1 2  Sito web del Quirinale: dettaglio decorato.
8. ↑   Bollettino ufficiale delle nomine, promozioni e destinazioni negli ufficiali e sottufficiali del R. esercito italiano e nel personale dell'amministrazione militare, 1943,  p. 5524. URL consultato il 27 dicembre 2019.